# Crônica de um Industrial
Crônica de um Industrial é um filme de drama brasileiro de 1978, com direção de Luiz Rosemberg Filho, sem lançamento comercial devido a proibição da censura. A história é contada quase sem diálogos, sendo utilizadas narrativas, discursos, perguntas e respostas, abordando temáticas filosóficas,econômicas, sociais e políticas. Conta com imagens e depoimentos dos trabalhadores do metrô cariocaque aludiram às duras condições de trabalho que enfrentavam.

## Elenco
- Renato Coutinho...Gimenez
- Ana Maria Miranda...Anita
- Kátia Grumberg...Teresa
- Adriana Figueiredo
- Wilson Grey (ator convidado)
- Eduardo Machado

## Sinopse
No país fictício de San Vicente, Gimenez é filho de empresário e quando estudante foi militante político. O pai fica à beira da falência por ser contra a entrada do capital estrangeiro no país mas Gimenez, ao herdar os negócios, resolve trair seus ideais e aceitar vender suas industrias e apoiar politicamente o governo e as multinacionais. Ao mesmo tempo, enfrenta o drama familiar do suicídio da esposa e do abandono da amante.